# Sœurs de Sainte Marie-Madeleine Postel
Les Sœurs de Sainte Marie-Madeleine Postel (en latin : Sorores Mariae Magdalenae Postel) est une congrégation religieuse féminine enseignante et hospitalière de droit pontifical.

## Fondation
L'institut est fondé en 1807 à Cherbourg par Julie Postel, en religion sœur Marie-Madeleine (1756-1846) avec l'approbation de Claude-Louis Rousseau, évêque de Coutances. Lors de leur fondation, les Sœurs des Écoles chrétiennes de la Miséricorde (en latin :  Institutum Sororum Scholarum Christianorum a Misericordia) adoptent les règles et les constitutions religieuses mises en œuvre par saint Jean-Baptiste de La Salle dans son institut des Frères des Écoles chrétiennes. En 1832, la mère Postel achète l'ancienne abbaye de Saint-Sauveur-le-Vicomte où elle déménage sa maison-mère. 
L'institut reçoit le décret de louange le 29 août 1859 et ses constitutions religieuses sont approuvées par le Saint-Siège en 1901. En 1920, en raison de l'éclatement de la Première Guerre mondiale, les maisons allemandes de la congrégation se séparent de la française donnant naissance à une branche canoniquement autonome de l'institut.

## Fusion
- En 1958, les Franciscaines de saint Vincent de Paul fondées à Voiron en 1832 par Marie-Julie Point fusionnent avec elles[1].

## Bienheureuses
- Bienheureuse Placide Viel ;
- Bienheureuse Marthe Le Bouteiller.

## Activités et diffusion
Le but de l'institut est l'enseignement, le soin des malades (hôpitaux, cliniques, domicile)  et les œuvres sociales (maisons de retraite, foyers), missions.
- Des sœurs de la branche française (Sœurs de Sainte Marie-Madeleine Postel) sont présentes en :

- Europe : France, Irlande, Italie, Pays-Bas, Royaume-Uni.
- Afrique : Côte d'Ivoire, République du Congo
- Asie : Inde, Indonésie.

La maison généralice est à Saint-Sauveur-le-Vicomte.
En 2017, la congrégation comptait 252 sœurs dans 48 maisons.
- Des sœurs de la branche allemande (Schwestern der Maria Maria Magdalena Postel) sont présentes en :

- Europe : Allemagne, Roumanie.
- Amérique : Bolivie, Brésil, Mozambique.

La maison généralice est à Heilbad Heiligenstadt.
En 2017, la congrégation comptait 301 sœurs dans 57 maisons.